# Maranta leuconeura
Die zur Gattung der Pfeilwurze (Maranta) gehörende Maranta leuconeura, auch Gebetspflanze genannt, ist eine in den brasilianischen Tropenwäldern beheimatete krautige Pflanze aus der Familie der Marantaceae.

## Beschreibung

Typisches Aufstellen der Blätter bei der Maranta leuconeura var. erythroneura

Maranta leuconeura ist immergrün und wird bis zu 30 cm hoch und breit und trägt dicht gedrängte Büschel von auffallend gezeichneten, ovalen Blättern, die jeweils bis zu 12 cm lang werden.
Auffällig sind die ovalförmigen und grün-bräunlich-weinroten panaschierten Blätter. Die Unterseiten der Blätter sind unterschiedlich und reichen von einem hellen Grün, wie bei der M. leuconeura kerchoveana, bis zu einem dunklen Rot, wie bei der M. leuconeura erythroneura. Während der Vegetationsperiode erscheinen kleine weiße bis zartrosa Blüten, jedoch selten bei Zimmerpflanzen.
Die Blätter der Maranta leuconeura liegen tagsüber flach und beginnen sich – je nach Sorte – nachts einzurollen oder aufrecht zu stellen, als ob sie beten würden, daher der gebräuchliche Name „Gebetspflanze“. Dieses Verhalten ist ein Beispiel für einen Tag-Nacht-Rhythmus. Dabei fungieren die Pulvini (verdickte Stellen in den Stielen) als Gelenke, die sich durch Änderungen im Turgordruck aufrichten oder absenken. Bei Maranta leuconeura wurden Bewegungen von typischerweise 90° beobachtet. Auch Bewegungen um bis zu etwa 180° sind jedoch möglich. Nachts stehen die Blätter fast senkrecht und Petiolus (Blattstiel) und Lamina (Blattspreite) liegen auf einer Linie, wohingegen sie tagsüber horizontal stehen mit einem Winkel zwischen Petiolus und Lamina von etwa 60 bis 90°. Die Abwärtsbewegung morgens verläuft dabei deutlich schneller als die abendliche Aufrichtung der Blätter, die bereits 4 bis 10 Stunden vor Eintreten der Dunkelheit beginnt.
Maranta leuconeura enthält wie auch Maranta depressa Rosmarinsäure und Chlorogensäure.

## Nutzung
Aufgrund ihres unkomplizierten Charakters eignet sich die Pflanze als Zimmerpflanze. Sie lässt sich über Samen, Teilung und Stecklinge vermehren.

## Krankheiten (Auswahl)
Auf Pflanzen der Art Maranta leuconeura in Costa-Rica wurde der Zuckerrohr-Mosaikvirus nachgewiesen. In brasilianischen Gärten wurde 2017 auf blass erscheinenden Blättern der Gebetspflanze eine neue Pilzart gefunden (Bipolaris marantae).

## Taxonomie
Die Art wurde 1874 von dem französischen Botanik-Professor Charles Jacques Édouard Morren erstbeschrieben. Sie gehört zur Gattung der Pfeilwurze (Maranta), die über 20 Arten umfasst.
Zu den bekanntesten Varietäten der Maranta leuconeura zählen:
- Maranta leuconeura var. kerchoveana: Smaragdgrüne Blätter mit dunkelgrünen bis dunkelbraunen Flecken; nachts klappen sich die Blätter zusammen
- Maranta leuconeura var. erythroneura: Dunkelolivgrüne Blätter mit hellgrünem Mittelstreifen und hellroten Adern; dunkelrote Blattunterseite
- Maranta leuconeura var. fascinator: Dunkelgrüne Blätter mit roten Streifen
- Maranta leuconeura var. massangeana: Kleine olivgrüne Blätter mit braunen Flecken; purpurrote Blattunterseite

## Galerie

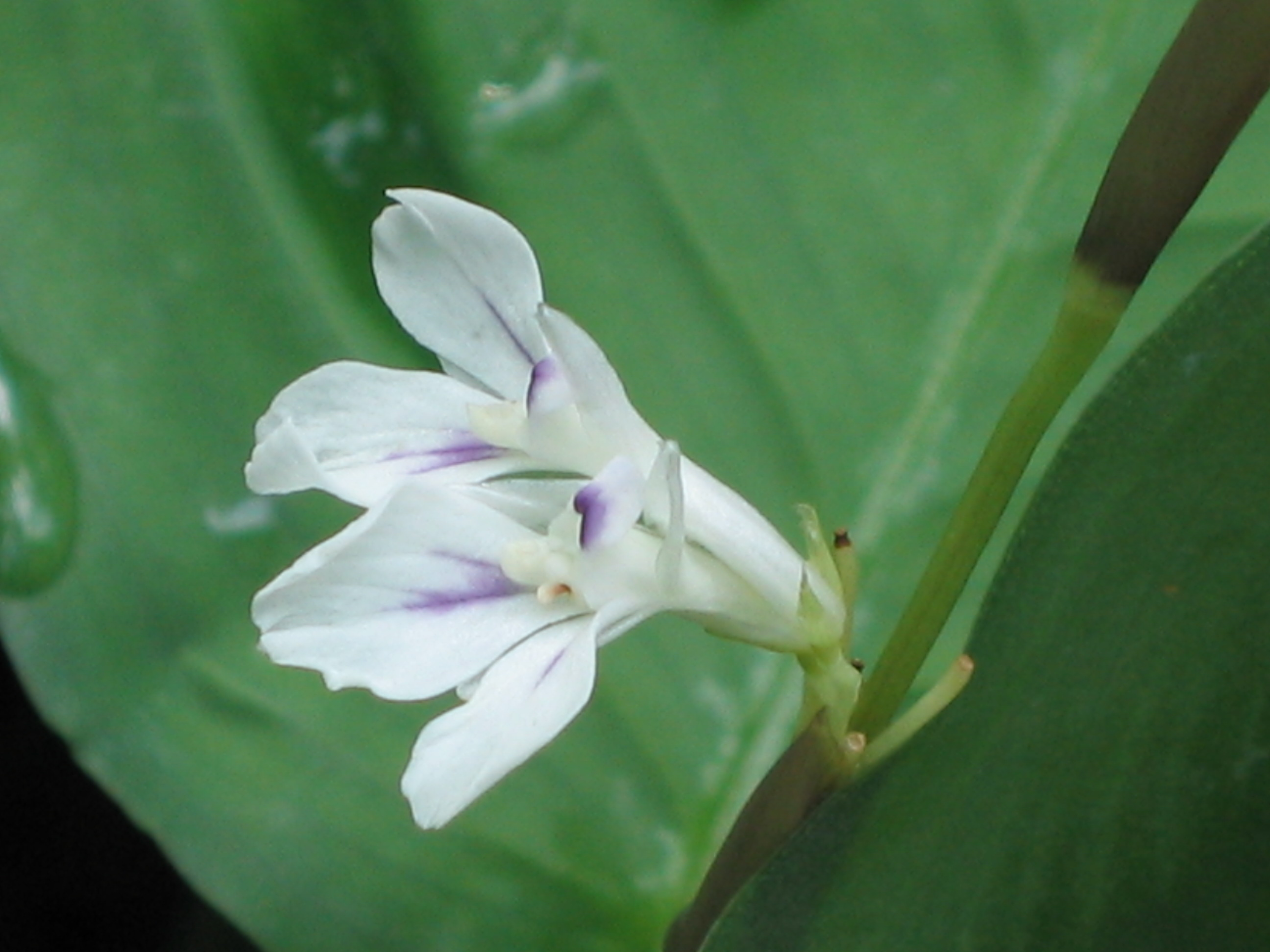
Blüte der Maranta leuconeura
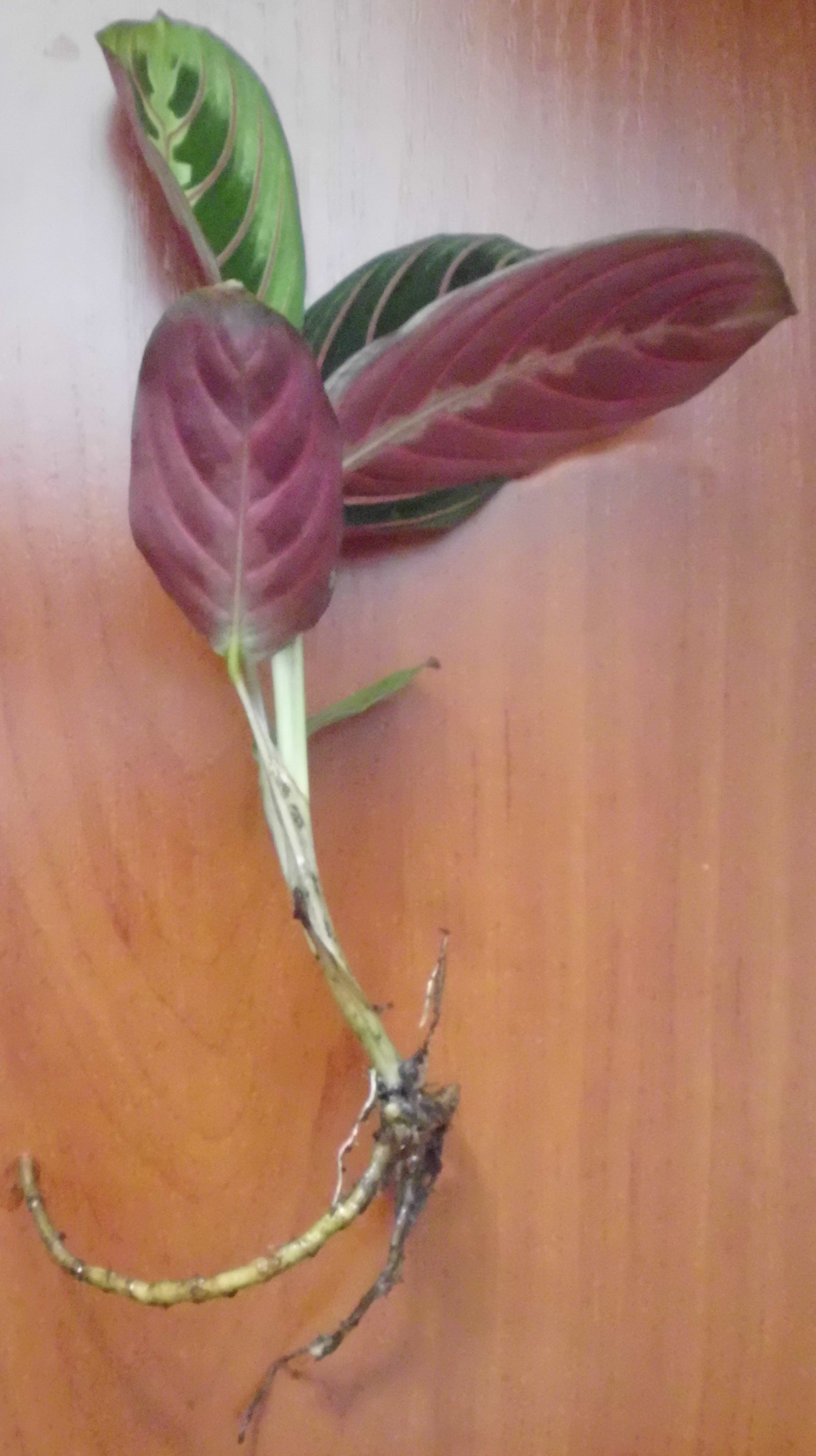
M. l. erythroneura mit Rhizomstück
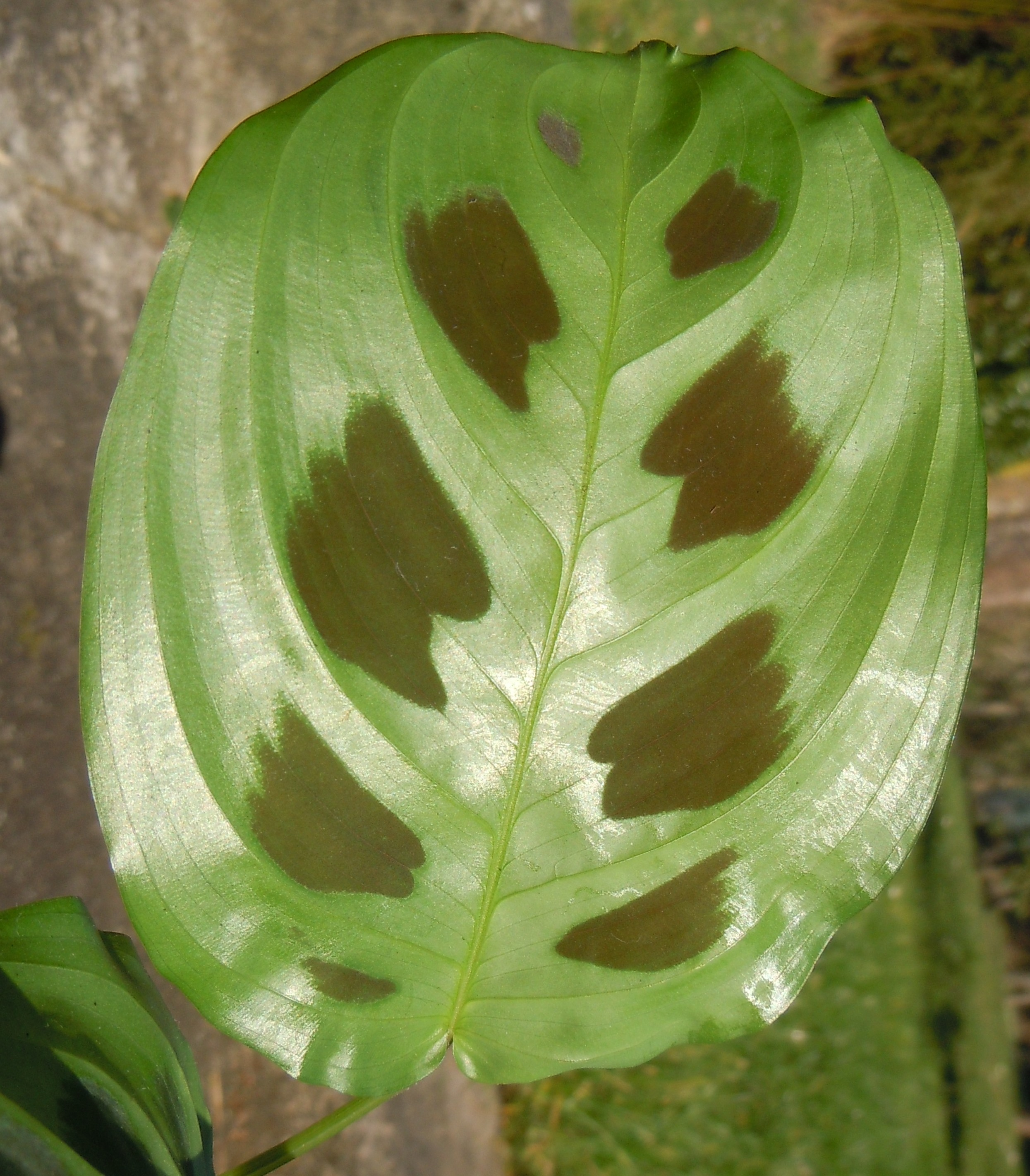
M. l. kerchoveana, Blattoberseite
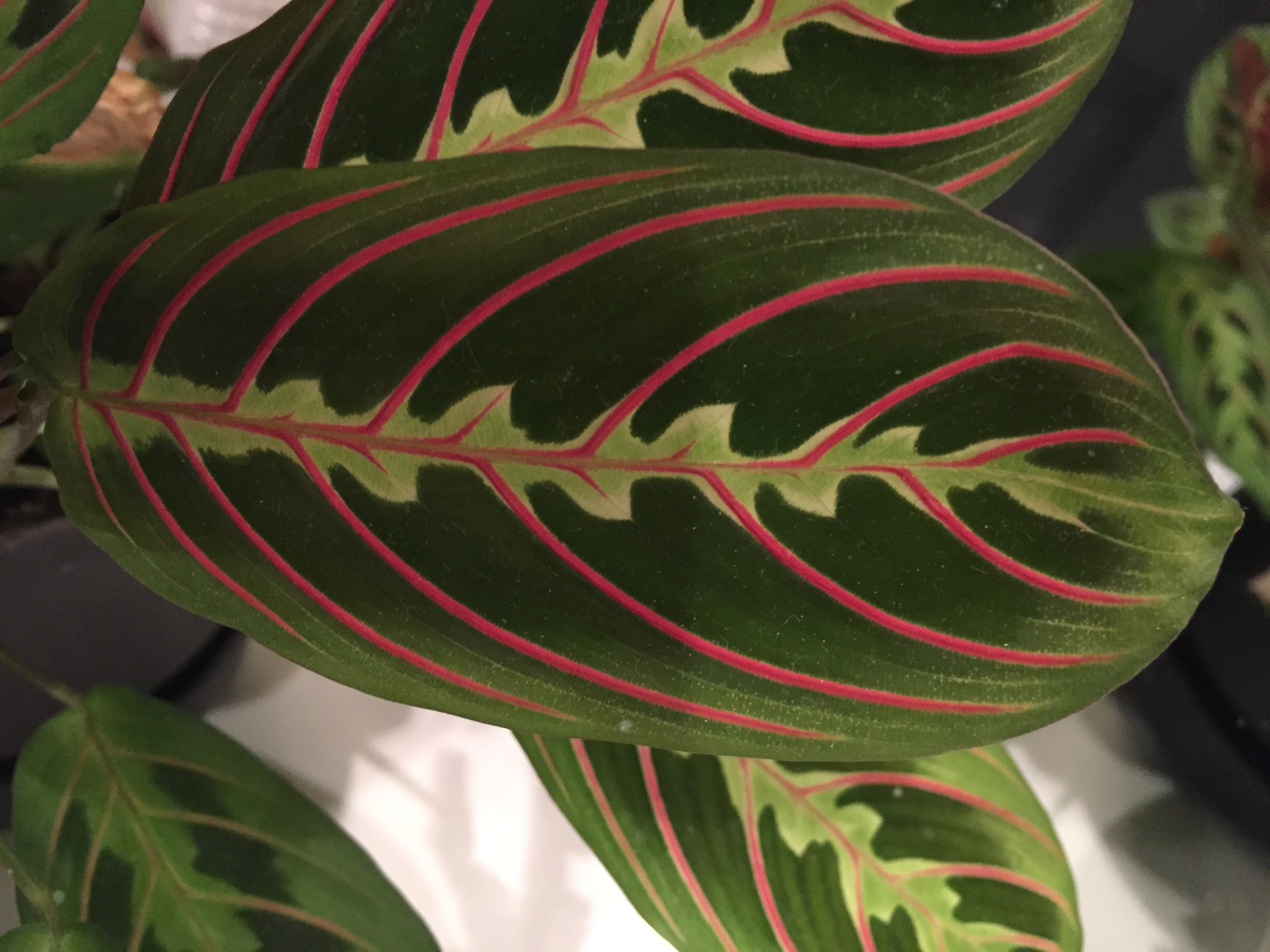
M. l. erythroneura, Blattoberseite
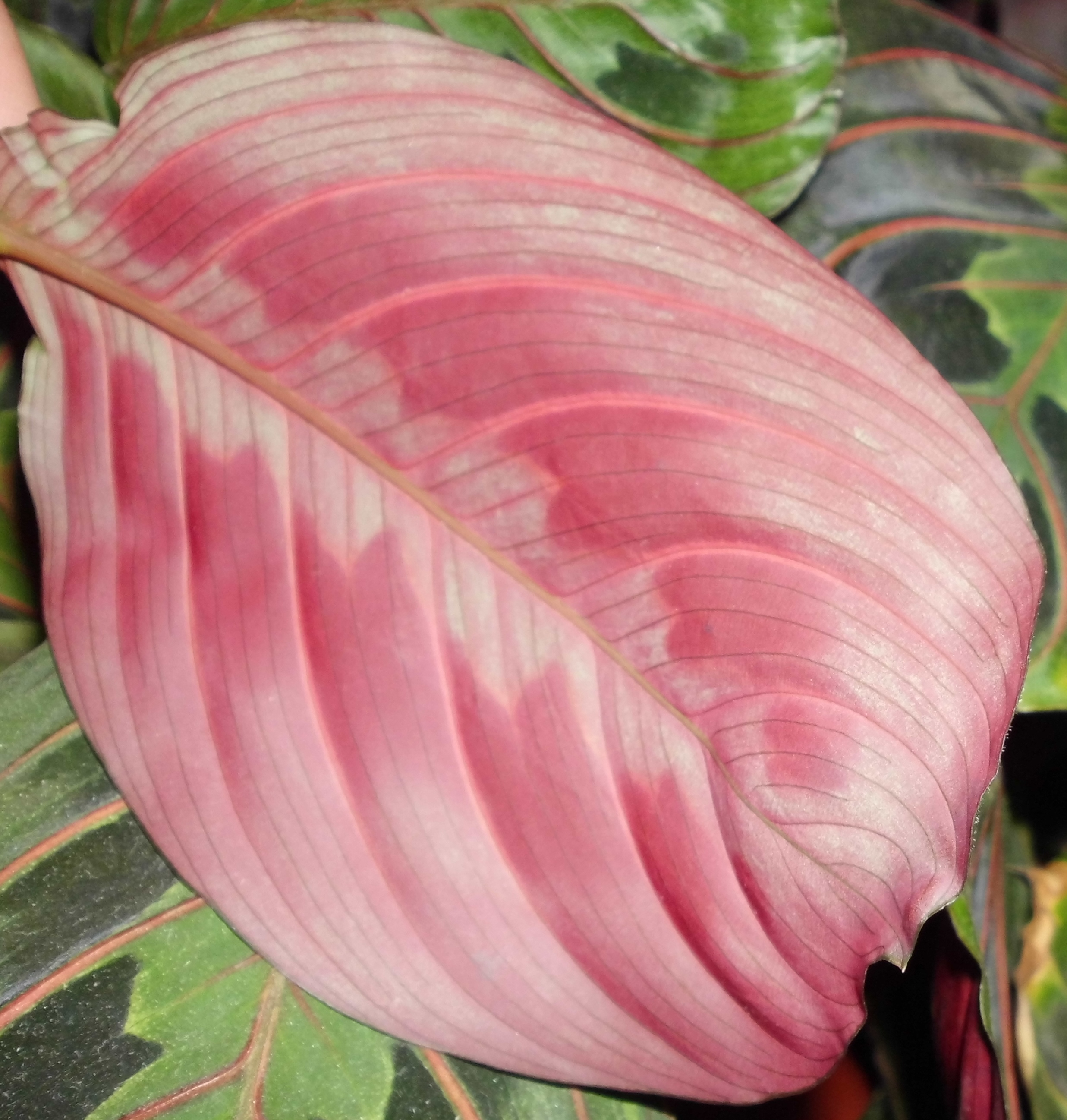
M. l. erythroneura, Blattunterseite
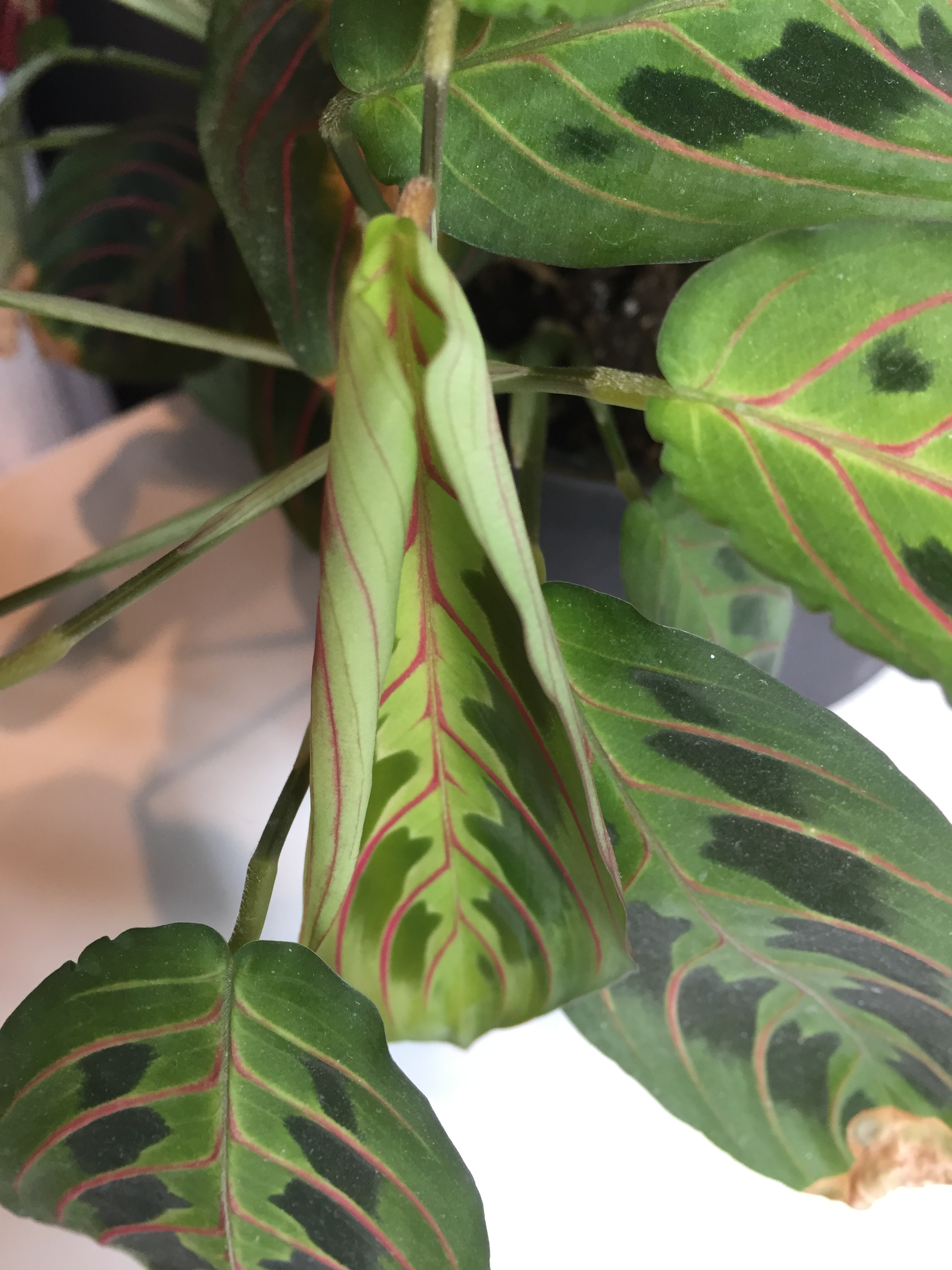
M. l. erythroneura, eingerolltes Blatt